# Glückauf-Arena
Die Glückauf-Arena ist ein Fußballstadion mit Leichtathletikanlage im Ortsteil Brambauer der nordrhein-westfälischen Stadt Lünen. Die Anlage ist die Heimstätte des Fußballvereins BV Brambauer und des Leichtathletikvereins DJK SuS Brambauer.

## Geschichte
Ursprünglich wurde die Sportstätte Anfang der 1970er Jahre unter dem Namen Freibadstadion errichtet. Es wurde mit einem Naturrasen und einer Aschenbahn gebaut. In den 1980er Jahren wurde ein Teil der Haupttribüne überdacht. Acht Flutlichtmasten mit jeweils 2.000 Watt Leistung wurden gebaut. Im Sommer 2012 wurden die in die Jahre gekommenen Flutlichter durch vier moderne Masten mit jeweils 8.000 Watt ersetzt.
Im Jahr 2007 erfolgte der Umbau des Stadions und die Umbenennung in „Glückauf-Arena“. Die Arena wurde mit einem Kunstrasen in „Champions-League-Qualität“ ausgestattet, der über eine Zertifizierung mit FIFA-Gütesiegel verfügt, das gemäß den FIFA-Richtlinien die Austragung von Europapokalspielen erlaubt.
Das Platzangebot der Glückauf-Arena liegt bei ca. 3.500 Plätze (davon ca. 150 überdachte Sitzplätze). Die Leichtathletikanlage verfügt über eine blaue Kunststoffbahn mit vier Rundbahnen und sechs Bahnen auf der Zielgeraden, ein Kunststoff-Multifunktionsfeld und eine Weitsprunganlage.